# Codifica UUencode
La codifica UUencode è un sistema che permette di convertire file in formato binario (quali archivi compressi, disegni o programmi eseguibili) in un formato ASCII contenente solo caratteri compresi tra 32 e 95.  Questa codifica esclude i caratteri di controllo e i caratteri a 8 bit, permettendo di trasmettere con sicurezza il file come allegato ad un messaggio e-mail o di inviarlo ad un newsgroup.
Tradizionalmente la codifica è eseguita da un programma chiamato uuencode, e la decodifica (che riporta il file nel formato originario) da uudecode.